# Verbena subincana
Verbena subincana — вид трав'янистих рослин родини Вербенові (Verbenaceae), поширений у пд. Бразилії, пн. Аргентині, Уругваї.

## Опис
Трава з дерев'янистою основою 8–40 см заввишки, стебла лежачі з висхідними квітковими гілками, запушеність жорстко волосиста й щільніша до верхівки. Листки сидячі або коротко черешкові, черешок менше 5 мм, листові пластини 10–30 × 10–25 мм, 3-розсічені, сегменти вузько-яйцюваті, верхівка від гострої до тупої, основа ослаблена, верхня поверхня волосата із залозистими волосками, нижня — густо волосата над жилками.
Суцвіття — щільні багатоквіткові колоски, збільшені в плодоношенні. Квіткові приквітки 4–5 мм, вузько яйцюваті з гострою верхівкою, жорстко волосисті, поля війчасті. Чашечка довжиною 8–8.5 мм, злегка вкрита короткими жорсткими притиснутими волосками із залозами, трикутні зубчики 1 мм. Віночок фіолетовий, бузковий або синій, 12–15 мм, зовні безволосий.

## Поширення
Поширений у пд. Бразилії, пн. Аргентині, Уругваї.
Населяє схили і піщані ґрунти, на висотах від рівня моря до 350 м.